# Jean de Lamberville
Jean de Lamberville, né le 27 décembre 1633 à Rouen (France) et décédé le 10 février 1714 à Paris, est un prêtre jésuite français, missionnaire en Nouvelle-France. Il est le frère de Jacques.

## Biographie
Mieux connu que son frère cadet, Jean étudie les lettres et la philosophie au collège de Rouen avant d’entrer, le 3 mars 1656, dans la Compagnie de Jésus. Il fait son noviciat à Paris. Les études de théologie terminées il est ordonné prêtre à Bourges, en 1668.
L’année suivante, en 1669, il arrive en Nouvelle-France. Comme premier poste il est affecté à la mission auprès des Onondagas, au sud de la ville de Syracuse actuelle. Il y restera quatorze ans. Le travail est difficile. Les Onondagas sont peu intéressés par la religion : ils sont pragmatiques et opportunistes. Lamberville disait que pour les convertir il aurait besoin de deux bras, un d’or et l’autre de fer : de nombreux cadeaux et une certaine pression…
Après de nombreuses années, les seuls baptêmes administrés étaient ceux de nouveau-nés et de moribonds. Ce qui contribua à répandre la fâcheuse rumeur que le baptême provoquait, en fait, leur mort… 
Les deux frères Lamberville, Jacques et Jean, manifestent un grand intérêt pour la culture iroquoise à laquelle appartiennent les Onondagas. Leurs lettres relatent avec sympathie divers aspects de la vie quotidienne des Amérindiens, y compris le problème de l’alcool. Elles décrivent les mesures prises par les missionnaires pour y mettre fin. 
Plusieurs fois, il tente d’intervenir pour empêcher les conflits entre tribus voisines, mais son peu de succès le désole. Il lui reste alors le privilège de baptiser les captifs avant leur torture et la mort…
Sous les administrations des gouverneurs successifs Labarre, Denonville et Frontenac Lamberville est souvent sollicité pour maintenir ou rétablir la paix entre les Français et les Iroquois. Ce ne fut jamais une réconciliation. Pendant des années pour lui le danger fut quotidien. Malgré les tromperies et trahisons répétées des autorités coloniales françaises, il garda la confiance et le respect des Onondagas.
Il dut quitter le territoire lorsqu’il fut revendiqué par les Anglais (1687) et passe alors deux ans à Québec. Puis il est nommé procureur de la Nouvelle-France (à Paris), assurant ainsi que les missisonnaires de Nouvelle-France reçoivent les ressources nécessaires à leur travail d'évangélisation. Jean de Lamberville meurt à Paris le 10 février 1714. Il a 81 ans.

## Source
- G.-E. Giguère, Jean de Lamberville, in Diccionario historico de la Compañia de Jesús, vol.III, Rome, IHSI, 2001